# Jean Simon
Jean Simon (* 30. April 1912 in Brest; † 28. September 2003 in Cherbourg) war ein französischer Offizier.

## Karriere
Simon absolvierte das Prytanée national militaire und die École spéciale militaire 1933.
Im Juni 1940 brach er mit Pierre Messmer auf einem beschlagnahmten italienischen Schiff nach Oran auf. Das mit Kriegsmaterial beladene Schiff wurde mit Hilfe von Simon und Messmer nach Liverpool umgeleitet, die Fracht an die Briten zugunsten der France libre verkauft.
Simon wurde ab 1940 in der Fremdenlegion in Eritrea eingesetzt; in Syrien verlor er 1941 ein Auge.
Bei den Kämpfen in Italien wurde er zum Bataillonskommandanten befördert. Am 1. Juli 1952 wurde er zum Oberst ernannt, 1957 bis 1960 war er Militärattaché an der französischen Botschaft in London. Weitere Aufgaben umfassen hohe militärische Funktionen unter anderem in Algerien (ab 1. Juli 1960 als Brigadegeneral), und ab 1964 als Gouverneur der Militärregion Lyon. 1972 wurde er Chef des französischen Roten Kreuzes. Er wurde mehrfach ausgezeichnet.
- Grand-croix de la Légion d’Honneur
- Compagnon de la Libération
- Croix de guerre 1939–1945
- Croix de guerre des TOE
- Croix de la Valeur militaire

1973 trat Simon in den Ruhestand. Nach ihm ist ein Abschnitt der Boulevards des Maréchaux benannt. Von 1978 bis 2002 war Simon Kanzler des Ordre de la Libération.